# Aldo Poretti
Aldo Gaetano Poretti (ur. 19 lipca 1907 w Lugano, zm. ?) – szwajcarski piłkarz występujący na pozycji napastnika.
W 1931 zdobył Puchar Szwajcarii z FC Lugano, a w 1937 wywalczył wicemistrzostwo Szwajcarii z BSC Young Boys.
W reprezentacji Szwajcarii zadebiutował 10 października 1926 w przegranym 1:7 towarzyskim meczu z Austrią i strzelił wówczas gola. W latach 1926–1936 w drużynie narodowej rozegrał 11 spotkań i zdobył cztery bramki.